# كياختا
كياختا (بالروسية: Кяхта) هي إحدى مدن روسيا وهي المركز الإداري لإقليم كياختينسكي في الكيان الفدرالي الروسي بورياتيا.

## المناخ
يظهر الجدول التالي التغييرات المناخية على مدار السنة لكياختا:
| البيانات المناخية لـكياختا         | البيانات المناخية لـكياختا | البيانات المناخية لـكياختا | البيانات المناخية لـكياختا | البيانات المناخية لـكياختا | البيانات المناخية لـكياختا | البيانات المناخية لـكياختا | البيانات المناخية لـكياختا | البيانات المناخية لـكياختا | البيانات المناخية لـكياختا | البيانات المناخية لـكياختا | البيانات المناخية لـكياختا | البيانات المناخية لـكياختا | البيانات المناخية لـكياختا |
| الشهر                              | يناير                      | فبراير                     | مارس                       | أبريل                      | مايو                       | يونيو                      | يوليو                      | أغسطس                      | سبتمبر                     | أكتوبر                     | نوفمبر                     | ديسمبر                     | المعدل السنوي              |
| ---------------------------------- | -------------------------- | -------------------------- | -------------------------- | -------------------------- | -------------------------- | -------------------------- | -------------------------- | -------------------------- | -------------------------- | -------------------------- | -------------------------- | -------------------------- | -------------------------- |
| الدرجة القصوى °م (°ف)              | −0.1 (31.8)                | 8.6 (47.5)                 | 20.5 (68.9)                | 29.3 (84.7)                | 35.0 (95.0)                | 37.2 (99.0)                | 40.6 (105.1)               | 37.1 (98.8)                | 31.5 (88.7)                | 26.6 (79.9)                | 11.8 (53.2)                | 5.4 (41.7)                 | 40.6 (105.1)               |
| متوسط درجة الحرارة الكبرى °م (°ف)  | −15.7 (3.7)                | −10.7 (12.7)               | −0.9 (30.4)                | 9.5 (49.1)                 | 17.5 (63.5)                | 23.8 (74.8)                | 25.2 (77.4)                | 22.9 (73.2)                | 16.2 (61.2)                | 7.5 (45.5)                 | −4.7 (23.5)                | −13.2 (8.2)                | 6.5 (43.6)                 |
| المتوسط اليومي °م (°ف)             | −20.8 (−5.4)               | −16.7 (1.9)                | −7.4 (18.7)                | 2.4 (36.3)                 | 10.1 (50.2)                | 16.7 (62.1)                | 19.0 (66.2)                | 16.5 (61.7)                | 9.4 (48.9)                 | 1.0 (33.8)                 | −10.1 (13.8)               | −18.0 (−0.4)               | 0.2 (32.3)                 |
| متوسط درجة الحرارة الصغرى °م (°ف)  | −25.3 (−13.5)              | −21.9 (−7.4)               | −13.2 (8.2)                | −3.8 (25.2)                | 3.0 (37.4)                 | 10.0 (50.0)                | 13.3 (55.9)                | 10.9 (51.6)                | 3.8 (38.8)                 | −4.1 (24.6)                | −14.9 (5.2)                | −22.4 (−8.3)               | −5.4 (22.3)                |
| أدنى درجة حرارة °م (°ف)            | −55.2 (−67.4)              | −49.1 (−56.4)              | −39.7 (−39.5)              | −27.4 (−17.3)              | −12.1 (10.2)               | −4.5 (23.9)                | 1.4 (34.5)                 | −2.7 (27.1)                | −9.7 (14.5)                | −26.8 (−16.2)              | −34.7 (−30.5)              | −42.1 (−43.8)              | −55.2 (−67.4)              |
| الهطول مم (إنش)                    | 4.0 (0.16)                 | 3.3 (0.13)                 | 4.7 (0.19)                 | 11.9 (0.47)                | 26.4 (1.04)                | 58.7 (2.31)                | 86.2 (3.39)                | 75.2 (2.96)                | 38.7 (1.52)                | 13.2 (0.52)                | 6.6 (0.26)                 | 4.4 (0.17)                 | 333.3 (13.12)              |
| متوسط أيام هطول الأمطار (≥ 0.1 mm) | 10.7                       | 6.3                        | 7.2                        | 7.8                        | 10.7                       | 10.4                       | 11.9                       | 12.1                       | 9.6                        | 8.0                        | 8.3                        | 9.4                        | 112.4                      |
| متوسط الرطوبة النسبية (%)          | 79.1                       | 73.9                       | 65.8                       | 53.0                       | 53.0                       | 58.7                       | 64.1                       | 68.0                       | 66.5                       | 68.0                       | 73.9                       | 79.1                       | 66.9                       |
| ساعات سطوع الشمس الشهرية           | 158.1                      | 187.6                      | 235.6                      | 243.0                      | 275.9                      | 276.0                      | 279.0                      | 254.2                      | 234.0                      | 186.0                      | 153.0                      | 127.1                      | 2٬609٫5                    |
| المصدر: climatebase.ru (1948-2011) |                            |                            |                            |                            |                            |                            |                            |                            |                            |                            |                            |                            |                            |